# Aleksandr Nowikow (ur. 1984)
Aleksandr Aleksandrowicz Nowikow, ros. Александр Александрович Новиков (ur. 12 października 1984 w Omsku, Rosyjska FSRR) – rosyjski piłkarz, grający na pozycji prawego obrońcy lub pomocnika.

## Kariera piłkarska

### Kariera klubowa
W 2003 rozpoczął karierę piłkarską w klubie Czkałowiec-Olimpik Nowosybirsk. W 2004 powrócił do rodzimego miasta, gdzie bronił barw miejscowego Irtysz-1946 Omsk. Na początku 2009 został zaproszony do Urału Jekaterynburg, w składzie którego zadebiutował w Rosyjskiej Priemjer-lidze. Latem 2009 roku został wypożyczony do Miettałurga Krasnojarsk, gdzie rozegrał 8 meczów.